# Mistrovství Evropy v malém fotbale 2018
Mistrovství Evropy v malém fotbale 2018 bylo 9. ročníkem ME v malém fotbale a konalo se v Kyjevě na Ukrajině od 12. do 18. srpna 2018. Účastnilo se ho 20 týmů, které byly rozděleny do 4 skupin po 5 týmech. Ze skupin pak postoupily do vyřazovací fáze první a druhý celek. Vyřazovací fáze zahrnovala 8 zápasů. Nováčky turnaje byly týmy Albánie a Ázerbájdžánu. Vítězem se stala Česká republika, která ve finálovém zápase porazila Rumunsko 4:1.

## Stadion
Turnaj se hrál na jednom stadioně v jednom hostitelském městě: Sportovní park (Kyjev).
| Sportovní park |
| Kyjev          |

## Zápasy
Všechny časy zápasů jsou uvedeny v středoevropském letním čase (SELČ).
| Vysvětlivky                     |
| ------------------------------- |
| Týmy postupující do čtvrtfinále |
| Vítěz zápasu je tučně zvýrazněn |

### Skupinová fáze

#### Skupina A
| Tým        | Z | V | R | P | VG | IG | +/− | B |
| ---------- | - | - | - | - | -- | -- | --- | - |
| Ukrajina   | 4 | 3 | 0 | 1 | 14 | 7  | +7  | 9 |
| Černá Hora | 4 | 3 | 0 | 1 | 8  | 6  | +2  | 9 |
| Itálie     | 4 | 2 | 1 | 1 | 12 | 10 | +2  | 7 |
| Slovensko  | 4 | 1 | 1 | 2 | 8  | 9  | −1  | 4 |
| Belgie     | 4 | 0 | 0 | 4 | 4  | 14 | −10 | 0 |

| 12. srpna 2018 15:00                                     |        |                      |                       |
| Slovensko                                                | 4 : 1  | Belgie               | Sportovní park, Kyjev |
| Tomáš Dyačovský 18', 37' Pavol Gere 25' Filip Bednár 28' | Report | Jonathan Monfroy 34' | Sportovní park, Kyjev |

| 12. srpna 2018 19:00                                        |        | |                       |
| Ukrajina                                                    | 3 : 6  | Itálie | Sportovní park, Kyjev |
| Oleksii Dragan 4' Yevhenii Shaidiuk 30' Yevhenii Zaiets 39' | Report | Alessio Trovato 8' Diogo Teixeira Da Silva 9' Alessandro Gallinica 14' Pedro Vidoto De Aguilar 23' Lorenzo Riccardo Berti 29' Daniel Zannoni Stiven 32' | Sportovní park, Kyjev |

| 13. srpna 2018 18:00 |        |                                        |                       |
| Itálie               | 0 : 2  | Černá Hora                             | Sportovní park, Kyjev |
|                      | Report | Mirko Klikovac 11' Nikola Pavković 15' | Sportovní park, Kyjev |

| 13. srpna 2018 19:00                                           |        |                     |                       |
| Ukrajina                                                       | 3 : 1  | Slovensko           | Sportovní park, Kyjev |
| Yevhenii Zaiets 10' Yevhenii Shaidiuk 17' Mykola Kodatskyi 22' | Report | Silvester Jáger 36' | Sportovní park, Kyjev |

| 14. srpna 2018 18:00                    |        |        |                       |
| Černá Hora                              | 3 : 0  | Belgie | Sportovní park, Kyjev |
| Zoran Kovac 22' Mirko Klikovac 38', 39' | Report |        | Sportovní park, Kyjev |

| 14. srpna 2018 19:00               |        |                        |                       |
| Slovensko                          | 2 : 2  | Itálie                 | Sportovní park, Kyjev |
| Tomáš Dyačovský 32' Pavol Gere 37' | Report | Angelo Creaco 22', 27' | Sportovní park, Kyjev |

| 15. srpna 2018 19:00                                        |        |                  |                       |
| Černá Hora                                                  | 3 : 1  | Slovensko        | Sportovní park, Kyjev |
| Vladimir Bojanić 15' Velibor Babović 19' Vladan Popovic 30' | Report | Filip Bednár 31' | Sportovní park, Kyjev |

| 15. srpna 2018 20:00 |        |                                                                         |                       |
| Belgie               | 0 : 3  | Ukrajina                                                                | Sportovní park, Kyjev |
|                      | Report | Yevhenii Shaidiuk 13' Viktor Panteleichuk 23' Kostiantyn Ivankevych 37' | Sportovní park, Kyjev |

| 16. srpna 2018 16:00                                 |        |                                                                                        |                       |
| Belgie                                               | 3 : 4  | Itálie                                                                                 | Sportovní park, Kyjev |
| Terry Caudron 2' Bruno Scordino 37' Thiry Amaury 41' | Report | Pedro Vidoto De Aguilar 6' Riccardo Berti Lorenzo 18', 20' Diogo Teixeira Da Silva 31' | Sportovní park, Kyjev |

| 16. srpna 2018 19:00                                                        |        |            |                       |
| Ukrajina                                                                    | 5 : 0  | Černá Hora | Sportovní park, Kyjev |
| Anatolii Kytsiuta 6' Ivan Kryvosheienko 20', 32' Yevhenii Shaidiuk 25', 26' | Report |            | Sportovní park, Kyjev |

#### Skupina B
| Tým       | Z | V | R | P | VG | IG | +/− | B  |
| --------- | - | - | - | - | -- | -- | --- | -- |
| Rumunsko  | 4 | 4 | 0 | 0 | 9  | 2  | +7  | 12 |
| Anglie    | 4 | 2 | 1 | 1 | 10 | 7  | +3  | 7  |
| Španělsko | 4 | 2 | 1 | 1 | 8  | 5  | +3  | 7  |
| Izrael    | 4 | 1 | 0 | 3 | 4  | 8  | −4  | 3  |
| Rakousko  | 4 | 0 | 0 | 4 | 4  | 13 | −9  | 0  |

| 12. srpna 2018 20:00                                                   |        |                                 |                       |
| Španělsko                                                              | 2 : 2  | Anglie                          | Sportovní park, Kyjev |
| Pablo María Machancoses García 15' Vicente Antonio Zaragoza García 28' | Report | Luke Griffin 24' Bilal Butt 33' | Sportovní park, Kyjev |

| 12. srpna 2018 21:00                              |        |          |                       |
| Rumunsko                                          | 2 : 0  | Rakousko | Sportovní park, Kyjev |
| Ioan Mircea Popa 3' Sebastian Petrisor Vasile 30' | Report |          | Sportovní park, Kyjev |

| 13. srpna 2018 21:00            |        | |                       |
| Anglie                          | 2 : 4  | Rumunsko                                                                                                 | Sportovní park, Kyjev |
| Bilal Butt 35' Luke Griffin 40' | Report | Sebastian Petrisor Vasile 5' Ionut Andrei Nemitanu 10' Razvan Dumitru Radu 24' Florin Dumitru Stelea 26' | Sportovní park, Kyjev |

| 13. srpna 2018 22:00 |        |        |                       |
| Španělsko            | 1 : 0  | Izrael | Sportovní park, Kyjev |
| Xavier Moré Roca 35' | Report |        | Sportovní park, Kyjev |

| 14. srpna 2018 21:00                               |        |        |                       |
| Rumunsko                                           | 2 : 0  | Izrael | Sportovní park, Kyjev |
| Robert Dragan Paulevici 13' Amit Sharabi 18' (vl.) | Report |        | Sportovní park, Kyjev |

| 14. srpna 2018 22:00              |        |                  |                       |
| Anglie                            | 2 : 1  | Rakousko         | Sportovní park, Kyjev |
| Luke Griffin 36' George Isaac 36' | Report | Sead Ismajli 19' | Sportovní park, Kyjev |

| 15. srpna 2018 17:00 |        |                                   |                       |
| Španělsko | 5 : 2  | Rakousko                          | Sportovní park, Kyjev |
| Jaime Ferrer García 18' Carlos Juan Bosch Ramos 20' Miguel Perez Alegre 31' Vicente Antonio Zaragoza García 33' Xavier Moré Roca 34' | Report | Hamza Mikara 10' Sead Ismajli 31' | Sportovní park, Kyjev |

| 15. srpna 2018 21:00                                               |        |        |                       |
| Anglie                                                             | 4 : 0  | Izrael | Sportovní park, Kyjev |
| James McCluskey 19' Luke Griffin 28' Bilal Butt 29' Ross Cable 41' | Report |        | Sportovní park, Kyjev |

| 16. srpna 2018 21:00          |        |           |                       |
| Rumunsko                      | 1 : 0  | Španělsko | Sportovní park, Kyjev |
| Sebastian Petrisor Vasile 25' | Report |           | Sportovní park, Kyjev |

| 16. srpna 2018 22:00 |        |                                                                      |                       |
| Rakousko             | 1 : 4  | Izrael                                                               | Sportovní park, Kyjev |
| Sead Ismajli 21'     | Report | Yehonatan Zeharia 22', 28' Sharon Adani 33' (pen.) Netanel Fkadu 40' | Sportovní park, Kyjev |

#### Skupina C
| Tým                 | Z | V | R | P | VG | IG | +/− | B  |
| ------------------- | - | - | - | - | -- | -- | --- | -- |
| Bosna a Hercegovina | 4 | 3 | 1 | 0 | 9  | 4  | +5  | 10 |
| Kazachstán          | 4 | 2 | 2 | 0 | 6  | 2  | +4  | 8  |
| Bulharsko           | 4 | 2 | 1 | 1 | 9  | 4  | +5  | 7  |
| Albánie             | 4 | 1 | 0 | 3 | 4  | 10 | −6  | 3  |
| Irsko               | 4 | 0 | 0 | 4 | 3  | 11 | −8  | 0  |

| 12. srpna 2018 13:00   |        |         |                       |
| Kazachstán             | 1 : 0  | Albánie | Sportovní park, Kyjev |
| Nurzhan Abdrassilov 8' | Report |         | Sportovní park, Kyjev |

| 12. srpna 2018 14:00                                       |        |                 |                       |
| Bosna a Hercegovina                                        | 3 : 1  | Irsko           | Sportovní park, Kyjev |
| Andreas Berović 23' Borislav Grbavac 34' Mladen Čećura 39' | Report | Emir Mustic 36' | Sportovní park, Kyjev |

| 13. srpna 2018 15:00                                           |        |                                    |                       |
| Bulharsko                                                      | 3 : 2  | Irsko                              | Sportovní park, Kyjev |
| Dimitar Aleksandrov 8' Veselin Filipov 21' Dobrin Mihaylov 22' | Report | Mahmoud Giumaa 37' Emir Mustic 40' | Sportovní park, Kyjev |

| 13. srpna 2018 17:00                   |        |                                                    |                       |
| Albánie                                | 2 : 4  | Bosna a Hercegovina                                | Sportovní park, Kyjev |
| Fatmir Hysenbelliu 13' Eugen Shima 18' | Report | Goran Lovrinović 1', 31', 32' Kristijan Pantić 26' | Sportovní park, Kyjev |

| 14. srpna 2018 15:00 |        |                                                |                       |
| Irsko                | 0 : 3  | Kazachstán                                     | Sportovní park, Kyjev |
|                      | Report | Didar Sydykbek 7', 29' Nurzhan Abdrassilov 33' | Sportovní park, Kyjev |

| 14. srpna 2018 17:00 |        |           |                       |
| Bosna a Hercegovina  | 1 : 0  | Bulharsko | Sportovní park, Kyjev |
| Kristijan Pantić 10' | Report |           | Sportovní park, Kyjev |

| 15. srpna 2018 14:00             |        |       |                       |
| Albánie                          | 2 : 0  | Irsko | Sportovní park, Kyjev |
| Rigers Dushku 4' Eugen Shima 20' | Report |       | Sportovní park, Kyjev |

| 15. srpna 2018 16:00 |        |                            |                       |
| Kazachstán           | 1 : 1  | Bulharsko                  | Sportovní park, Kyjev |
| Didar Sydykbek 36'   | Report | Dastan Darabayev 39' (vl.) | Sportovní park, Kyjev |

| 16. srpna 2018 15:00                                                                                    |        |         |                       |
| Bulharsko                                                                                               | 5 : 0  | Albánie | Sportovní park, Kyjev |
| Nikolay Todorov 1' Nikolay Petrov 15' Svеtlozar Tabakov 25' Dimitar Aleksandrov 27' Veselin Filipov 30' | Report |         | Sportovní park, Kyjev |

| 16. srpna 2018 17:00 |        |                      |                       |
| Bosna a Hercegovina  | 1 : 1  | Kazachstán           | Sportovní park, Kyjev |
| Marko Vujica 41'     | Report | Nurbek Karagulov 24' | Sportovní park, Kyjev |

#### Skupina D
| Tým         | Z | V | R | P | VG | IG | +/− | B  |
| ----------- | - | - | - | - | -- | -- | --- | -- |
| Srbsko      | 4 | 3 | 1 | 0 | 9  | 3  | +6  | 10 |
| Česko       | 4 | 2 | 2 | 0 | 12 | 7  | +5  | 8  |
| Maďarsko    | 4 | 2 | 1 | 1 | 9  | 5  | +4  | 7  |
| Ázerbájdžán | 4 | 1 | 0 | 3 | 8  | 7  | +1  | 3  |
| Turecko     | 4 | 0 | 0 | 4 | 8  | 24 | −16 | 0  |

| 12. srpna 2018 16:00                                                                                         |        |                                                |                       |
| Česko | 7 : 3  | Turecko                                        | Sportovní park, Kyjev |
| Patrik Levčík 15' Jiří Sodoma 17' František Hakl 27' Jan Koudelka 27' Jakub Polák 28' Ondřej Paděra 35', 36' | Report | Patrik Levčík 25' (vl.) Oğuzhan Aksoy 34', 37' | Sportovní park, Kyjev |

| 12. srpna 2018 17:00 |        |             |                       |
| Maďarsko             | 1 : 0  | Ázerbájdžán | Sportovní park, Kyjev |
| Ferenc Béres 27'     | Report |             | Sportovní park, Kyjev |

| 13. srpna 2018 16:00                                                |        |               |                       |
| Srbsko                                                              | 5 : 1  | Turecko       | Sportovní park, Kyjev |
| Ivan Štokić 13', 24' Čedomir Tomčić 16', 39' Stefan Radovanović 32' | Report | Alper Şen 25' | Sportovní park, Kyjev |

| 13. srpna 2018 20:00 |        |                                    |                       |
| Ázerbájdžán          | 1 : 2  | Česko                              | Sportovní park, Kyjev |
| Seymur Mammadov 10'  | Report | Jakub Göth 38' Stanislav Mařík 41' | Sportovní park, Kyjev |

| 14. srpna 2018 16:00              |        |                                                                                                  |                       |
| Turecko                           | 2 : 6  | Maďarsko                                                                                         | Sportovní park, Kyjev |
| Serhat Genç 32' Berkan Alkaya 38' | Report | Zsolt Horváth 10' Dániel Kiprich 12' Ferenc Béres 23' Richárd Rábold 25' István Soltész 27', 32' | Sportovní park, Kyjev |

| 14. srpna 2018 20:00 |        |                   |                       |
| Česko                | 1 : 1  | Srbsko            | Sportovní park, Kyjev |
| Patrik Levčík 2'     | Report | Čedomir Tomčić 3' | Sportovní park, Kyjev |

| 15. srpna 2018 15:00                                                              |        |                      |                       |
| Ázerbájdžán                                                                       | 6 : 2  | Turecko              | Sportovní park, Kyjev |
| Asif Zeynalov 1' Seymur Mammadov 17', 18', 31' Vusal Isayev 38' Elvin Alizada 40' | Report | Kaan Çamkır 18', 27' | Sportovní park, Kyjev |

| 15. srpna 2018 18:00 |        |                 |                       |
| Maďarsko             | 0 : 1  | Srbsko          | Sportovní park, Kyjev |
|                      | Report | Ivan Štokić 14' | Sportovní park, Kyjev |

| 16. srpna 2018 18:00                     |        |                   |                       |
| Srbsko                                   | 2 : 1  | Ázerbájdžán       | Sportovní park, Kyjev |
| Nebojša Desnica 5' Stefan Radovanović 9' | Report | Asif Zeynalov 39' | Sportovní park, Kyjev |

| 16. srpna 2018 20:00   |        |                                 |                       |
| Česko                  | 2 : 2  | Maďarsko                        | Sportovní park, Kyjev |
| Robin Demeter 31', 40' | Report | Zsolt Szabó 14' Miklós Rajz 33' | Sportovní park, Kyjev |

### Vyřazovací fáze

#### Pavouk
|  | Čtvrtfinále              | Čtvrtfinále              |                          |            | Semifinále  | Semifinále  |  |  | Finále                   | Finále |
|  |                          |                          |                          |            |             |             |  |  |                          |        |
|  | 17. srpna, 19:00 – Kyjev |                          |                          |            |             |             |  |  |                          |        |
|  |                          |                          |                          |            |             |             |  |  |                          |        |
|  | Ukrajina                 | 1 (1)                    |                          |            |             |             |  |  |                          |        |
|  | Ukrajina                 | 1 (1)                    | 18. srpna, 13:00 – Kyjev |            |             |             |  |  |                          |        |
|  | Anglie (pen.)            | 1 (3)                    |                          |            |             |             |  |  |                          |        |
|  | Anglie (pen.)            | 1 (3)                    | Anglie                   | 0          |             |             |  |  |                          |        |
|  | 17. srpna, 20:15 – Kyjev |                          | Anglie                   | 0          |             |             |  |  |                          |        |
|  |                          | Česko                    | 5                        |            |             |             |  |  |                          |        |
|  | Bosna a Hercegovina      | Česko                    | 5                        | 1          |             |             |  |  |                          |        |
|  | Bosna a Hercegovina      |                          | 18. srpna, 21:00 – Kyjev | 1          |             |             |  |  |                          |        |
|  | Česko                    | 3                        |                          |            |             |             |  |  |                          |        |
|  | Česko                    | 3                        | Česko                    | 4          |             |             |  |  |                          |        |
|  | 17. srpna, 17:45 – Kyjev |                          | Česko                    | 4          |             |             |  |  |                          |        |
|  |                          | Rumunsko                 | 1                        |            |             |             |  |  |                          |        |
|  | Rumunsko                 | Rumunsko                 | 1                        | 2          |             |             |  |  |                          |        |
|  | Rumunsko                 | 18. srpna, 14:15 – Kyjev |                          | 2          |             |             |  |  |                          |        |
|  | Černá Hora               | 0                        |                          |            |             |             |  |  |                          |        |
|  | Černá Hora               | 0                        | Rumunsko (pen.)          | 2 (3)      | Třetí místo | Třetí místo |  |  |                          |        |
|  | 17. srpna, 21:30 – Kyjev |                          | Rumunsko (pen.)          | 2 (3)      | Třetí místo | Třetí místo |  |  |                          |        |
|  |                          | Kazachstán               | 2 (1)                    |            |             |             |  |  |                          |        |
|  | Srbsko                   | Kazachstán               | 2 (1)                    | 1          | Anglie      | 0           |  |  |                          |        |
|  | Srbsko                   |                          |                          | 1          | Anglie      | 0           |  |  |                          |        |
|  | Kazachstán               | 2                        |                          | Kazachstán | 2           |             |  |  |                          |        |
|  | Kazachstán               | 2                        |                          |            | 2           |             |  |  |                          |        |
|  |                          |                          |                          |            |             |             |  |  | 18. srpna, 19:30 – Kyjev |        |
|  |                          |                          |                          |            |             |             |  |  |                          |        |

#### Čtvrtfinále
| 17. srpna 2018 17:45                                |        |            |                       |
| Rumunsko                                            | 2 : 0  | Černá Hora | Sportovní park, Kyjev |
| Zoran Kovac 9' (vl.) Ionut Saron Chirica 33' (pen.) | Report |            | Sportovní park, Kyjev |

| 17. srpna 2018 19:00  |        |                    |                       |
| Ukrajina              | 1 : 1  | Anglie             | Sportovní park, Kyjev |
| Viktor Aranovskiy 22' | Report | Daniel Julienne 8' | Sportovní park, Kyjev |

|                                      |       | Penaltový rozstřel                    |  |
| Yevhenii Shaidiuk Ivan Kryvosheienko | 1 : 3 | Ross Cable Bilal Butt James McCluskey |  |

| 17. srpna 2018 20:15        |        |                                                 |                       |
| Bosna a Hercegovina         | 1 : 3  | Česko                                           | Sportovní park, Kyjev |
| Goran Lovrinović 20' (pen.) | Report | Patrik Levčík 9' Jakub Göth 20' Jakub Polák 20' | Sportovní park, Kyjev |

| 17. srpna 2018 21:30   |        |                                           |                       |
| Srbsko                 | 1 : 2  | Kazachstán                                | Sportovní park, Kyjev |
| Stefan Radovanović 20' | Report | Nurbek Karagulov 20' Dastan Darabayev 32' | Sportovní park, Kyjev |

#### Semifinále
| 18. srpna 2018 13:00 |        |                                                                          |                       |
| Anglie               | 0 : 5  | Česko                                                                    | Sportovní park, Kyjev |
|                      | Report | Ondřej Paděra 12', 34' Jiří Sodoma 14' Robin Demeter 17' Jakub Polák 20' | Sportovní park, Kyjev |

| 18. srpna 2018 14:15                  |        |                                          |                       |
| Rumunsko                              | 2 : 2  | Kazachstán                               | Sportovní park, Kyjev |
| Vlad Claudiu 19' Mircea Ioan Popa 35' | Report | Azamat Khassenov 9' Dastan Darabayev 40' | Sportovní park, Kyjev |

|                                                       |       | Penaltový rozstřel                |  |
| Vincene Toma Andrei Ionut Nemitanu Alecu Ionut Traian | 3 : 1 | Dastan Darabayev Nurbek Karagulov |  |

#### O 3. místo
| 18. srpna 2018 19:30 |        |                                             |                       |
| Anglie               | 0 : 2  | Kazachstán                                  | Sportovní park, Kyjev |
|                      | Report | Didar Sydykbek 19' Yerzhan Zharlgaganov 39' | Sportovní park, Kyjev |

#### Finále
| 18. srpna 2018 21:00                       |        |                    |                       |
| Česko                                      | 4 : 1  | Rumunsko           | Sportovní park, Kyjev |
| Jan Koudelka 2', 32' Ondřej Paděra 7', 35' | Report | Ionut Nemitanu 34' | Sportovní park, Kyjev |

## Vítěz
| Mistrovství Evropy v malém fotbale 2018 Česko (1. titul) |